# Liste der Zeitungen und Zeitschriften in Ghana
Diese Liste der Zeitungen und Zeitschriften in Ghana führt Zeitungen und Zeitschriften im westafrikanischen Staat Ghana auf:
1. MODERN Ghana, Accra, englisch
2. NEWS Ghana, Accra, englisch
3. The Accra Daily Mail, Accra, englisch
4. The Daily Graphic, Accra, englisch
5. Dayly Guide, Accra, englisch
6. Ghana Palaver, Wejia-Accra, englisch
7. Ghana Review International, Accra / Kumasi, englisch
8. The Ghanaian Chronicle, Accra, englisch
9. Ghanaian Newsrunner, Amsterdam, NL, englisch
10. Ghanaian Times, Accra, englisch
11. Gye Nyame Concord, englisch
12. The Heritage, Accra, englisch
13. The Independent (Ghana), Accra, englisch
14. Network Herald, englisch
15. Public Agenda, Accra, englisch
16. The Statesman (Ghana), Accra, englisch